# Martin Lidén
Martin Lidén, född 24 september 1700 i Kvillinge församling, Östergötlands län, död 5 november 1769 i Slaka församling, Östergötlands län, var en svensk präst.

## Biografi
Martin Lidén föddes 1700 i Kvillinge församling. Han var son till fogden Jacob Hindrichsson på Lida och Maria Rödingh. Lidén blev 1719 student vid Uppsala universitet och avlade 19 juni 1731 magisterexamen. Han blev 1731 docent vid Uppsala universitet och 1732 rektor vid Norrköpings trivialskola. Lidén prästvigdes 12 december 1733 och blev 1736 lektor i "historiarum et moralium" vid Katedralskolan i Linköping. Under tiden som lektor, var han från 1739 kyrkoherde i Slaka församling. Han blev 1742 andre teologi lektor vid Katedralskolan och var 1751 preses vid prästmötet. Lidén utnämndes 1755 till prost och blev 19 februari 1762 teologie lektor i Greifswald. Han blev 24 december 1766 kontraktsprost i Hammarkinds kontrakt. Lidén avled 1769 och begravdes 10 november samma år i Slaka.

### Familj
Lidén gifte sig första gången 1735 med Elisabeth Rydelius (1710–1756), dotter till kyrkoherden Jonas Rydelius i Veta församling och Anna Lysing. Elisabeth Rydelius var änka efter kyrkoherden Eric Älf i Kvillinge församling. Lidén och Rydelius fick tillsammans barnen Margareta Ulrica Lidén som  var gift med kyrkoherden Carl Laurbeck i Hällestads församling, Martinus Jacob Lidén (1737–1739), Andreas Lidén (1739–1739), professorn Johan Henrik Lidén (1741–1793), Catharina Elisabeth Lidén (1742–1746), Andreas Jonas Lidén (1747–1751) och Mårten Gustaf Lidén (1748–1748).
Lidén gifte sig andra gången 5 juli 1759 med Hedvig Sophia Exing (1712–1791), dotter till kyrkoherden Ericus Exing i Östra Eneby församling och Catharina Wangel.